# Карчери Алте (Л'Аквила)
Карчери Алте (итал. Carceri Alte) је насеље у Италији у округу Л'Аквила, региону Абруцо.
Према процени из 2011. у насељу је живело 148 становника. Насеље се налази на надморској висини од 937 м.